# COVID-19-Pandemie in Irland
|                        |                  |
| Krankheit:             | COVID-19         |
| Krankheitserreger:     | SARS-CoV-2       |
| Ursprung:              | Wuhan (China)    |
| Erster bekannter Fall: | 29. Februar 2020 |
| Erster Fall in:        | Dublin           |
| Bestätigte Fälle:      | 270.477          |
| Todesfälle:            | 4.989            |
| Quelle:                | [ 1 ]            |
| Letztes Update:        | 25. Juni 2021    |

Die COVID-19-Pandemie in Irland ist ein Teilgeschehen der weltweiten COVID-19-Pandemie. Sie wird von dem Ende 2019 neu aufgetretenen SARS-CoV-2-Virus aus der Familie der Coronaviren verursacht. Die COVID-19-Pandemie begann im Dezember 2019 in China und breitete sich 2020 weltweit aus. Seit dem 11. März 2020 stuft die Weltgesundheitsorganisation (WHO) sie als Pandemie ein.
Irland erlebte 2020 zwei Wellen (April und Oktober). Im Dezember 2020 verbreitete sich die ansteckendere Alpha-Variante; nach Weihnachten und Silvester erreichte die dritte Welle ihren Hochpunkt. Seit Juli 2021 trägt die noch ansteckendere Delta-Variante zu einer steigenden Zahl von Neuinfektionen bei; im Dezember 2021 wurde die noch ansteckendere Omikron-Variante dominierend. Am 29. Dezember 2021 meldete das irische Gesundheitsministerium 16.428 Neuinfektionen. Stand 28. Dezember 2021 haben 2.026.381 der fast 5 Millionen Bewohner Irlands bereits eine Booster-Impfung erhalten. 1,6 Millionen Menschen sind doppelt geimpft und 300.000 einmal.

## Verlauf
Am 29. Februar 2020 wurde die erste COVID-19-Erkrankung in Irland bestätigt. Am 31. März 2020 wurden 325 Infektionen und 17 Todesfälle gemeldet, was die Gesamtzahl der bislang bestätigten Infektionen und Todesfälle auf 3235 bzw. 71 erhöhte. Am 23. April 2020 gab der Chief Medical Officer (der ranghöchste Berater der Regierung in Gesundheitsfragen) bekannt, dass von den bislang 794 Todesopfern 361 (45 Prozent) aus Alters- und Pflegeheimen kamen. Dieser Prozentsatz entsprach ungefähr auch den Daten der WHO für ganz Europa. Am 21. Oktober 2020 begann ein sechswöchiger Lockdown. Sportliche Betätigungen sind nur in einem Radius von 5 km gestattet. Im Gegensatz zum ersten Lockdown bleiben die Schulen allerdings geöffnet. Als die Regierung Martin I den Lockdown am 4. Dezember lockerte, hatte Irland die niedrigste Infektionsrate in ganz Europa. Am 25. Dezember 2020 wurde in Irland erstmals die etwa 50 Prozent ansteckendere COVID-Virus-Variante VOC-202012/01 festgestellt. Der im Dezember hohe Anstieg der Zahl der Neuinfektionen (ähnlich wie in Großbritannien) deutet darauf hin, dass diese Variante schon im Dezember grassierte. Irland kappte am 21. Dezember 2020 die Flugverbindungen nach Großbritannien.  Weihnachten und Silvester durften drei Haushalte zusammen feiern. Über 50.000 Menschen kamen aus dem Ausland zu den Feiertagen. In den zwei Wochen bis zum 10. Januar stieg die Zahl der Neuinfektionen um 518 Prozent (zum Vergleich: UK = 78 %). Ministerpräsident Micheál Martin sprach von einem „Infektions-Tsunami“.
Das Impfprogramm begann in Irland am 29. Dezember 2020.

## Statistik
Die Fallzahlen entwickelten sich während der COVID-19-Pandemie in Irland wie folgt:

### Infektionen

Bestätigte Infizierte nach Daten der WHO. Oben kumuliert, unten Tageswerte

### Todesfälle

Bestätigte Todesfälle nach Daten der WHO. Oben kumuliert, unten Tageswerte